# جيك بال
جيك بال (14 مارس 1991 في المملكة المتحدة - ) (بالإنجليزية: Jake Ball)‏ هو لاعب كريكت بريطاني. شارك مع منتخب إنجلترا للكريكت. أما مع النوادي، فقد لعب مع نادي مقاطعة نوتنغهامشير للكريكت ‏ ونادي مارليبون للكريكت ‏.

## وصلات خارجية
- جيك بال على موقع إي آس بي آن كريك إنفو (الإنجليزية)